# 沙菲·拉謙
穆罕默德·沙菲·拉謙（1987年7月5日—），生於馬來西亞雪蘭莪，馬來西亞足球運動員，司職進攻中場，現時效力馬來西亞超級足球聯賽球會。

## 俱乐部生涯
青年队
沙菲拉谦从小就很喜欢足球，并希望成为一名职业球员，但他的父母反对，希望他能以学业为先。但在沙菲拉谦在16岁那年（2003年）就不顾父母反对的进入武吉加里爾體育學校，开始职业其职业联赛。
马来西亚幼虎队
在2004年至2006年沙菲拉谦被马来西亚 U-23看上被编入，马来西亚幼虎队。
雪兰莪
2007年沙菲拉谦结束了2年幼虎队的生涯，并获得家乡球队雪兰莪的合约，并安排到青年队打比赛。在Piala Presiden（马来西亚21岁以下杯赛）雪兰莪U23在决赛对垒霹雳U23的总决赛中，沙菲拉谦帮助队伍打进关键致胜球，1比0打败对手。在2007年，因在青年队表现优异获得了提升至一队的机会。
南北大道
2008年9月沙菲拉谦拒绝了雪兰莪的续约合同，并加入新俱乐部南北大道俱乐部，沙菲拉谦加入队伍后被命任为副队长。2009年赛季结束后沙菲拉谦离开南北大道，返回雪兰莪。
雪兰莪
2009年12月沙菲拉谦宣布与雪兰莪签约，并获得中场核心号码8号。在2010马来西亚慈善盾比赛中以2比1打败森美兰，拿下冠军。2010年1月9日，在雪兰莪对垒彭亨他为俱乐部打进首球。2010年4月6日，沙菲拉谦首次代表俱乐部参加亚洲足协杯打首法，这也是沙菲拉谦首次参加俱乐部洲际比赛。该赛季沙菲拉谦随着队伍拿下2010年马来西亚足球超级联赛冠军，这也是他的职业生涯里首个顶级联赛冠军。
2011赛季是沙菲拉谦表现非常优异的一个赛季，在联赛以26场比赛23场首发打进7球。
2011年6月印尼超级足球联赛球会佩西比万隆俱乐部一份合同，但被他拒绝了。2011年8月沙菲拉谦获得来自威尔士英冠联赛的加的夫城足球俱乐部试训的邀请，试训期为3个星期。2011年沙菲拉谦获得当季最佳中场。
2012赛季雪兰莪获得联赛第3名，因第2名是来自新加坡的十二狮不能参加亚足联杯，所以由雪兰莪顶上参加比赛。
2013年沙菲拉谦正式转会至柔佛DT，他与俱乐部订上1年合约+1年续约选择权。
2014年他随着队伍获得2014年马来西亚足球超级联赛冠军。
2015年沙菲拉谦被任命为队长，同年除成功带领队伍卫冕马来西亚足球超级联赛冠军之外，也以队长的身份带领球队获得2015年亚洲足协杯冠军，并当选总决赛最佳球员，成为目前为止唯一一个获得该赛事的东南亚联赛，也是沙菲拉谦首个洲际冠军。2015年与俱乐部签订4年合约至2019年。
2018年赛季结束后，沙菲拉谦离开效力长达6年的柔佛DT，在这6年期间他为俱乐部拿下了2014、2015、2016、2017、2018马来西亚足球超级联赛冠军，2015、2016、2018年马来西亚慈善盾，2016年马来西亚足总杯，2017年马来西亚杯冠军以及2015年亞足聯杯冠军。并被球迷喻为队伍史上最伟大的球员与队长。

马六甲联
2018年12月沙菲拉谦正式与马六甲联签订1年合约。

## 国家队生涯
青年队
2004年17岁的沙菲拉谦开始代表马来西亚U23参加2004年亚洲足联青年锦标赛。
国家队
2007年沙菲拉谦开始代表马来西亚参加比赛，在2009年7月12日沙菲拉谦在马来西亚对垒津巴布韦国际友谊赛中打进国际赛首球。并在2010帮助马来西亚获得2010东南亚足球锦标赛冠军，之后就多次代表国家队参加世界杯预选赛、亚洲杯预选赛和东南亚足球锦标赛。在2014年东南亚足球锦标赛中再次带领马来西亚打进总决赛，但在总决赛2回合总比方4比3不敌泰国国家足球队，无缘冠军，但他以6个进球获得金靴奖。
在2016年7月12日沙菲拉谦通过，面子书宣布与其他3个柔佛DT队友退出国家，当时震惊了马来西亚足坛。由于当时距离2016东南亚足球锦标赛不到4个月，让马来西亚国家足球队措手不及。但到了2017年头便宣布暂时回归国家队，参加完了2019亚洲杯预选赛沙菲拉谦就宣布正式在国家队退役，结束了长达10年国家队的职业生涯，在10年期间沙菲拉谦代表国家队上场75场并打进15球，期间获得过2010东南亚足球锦标赛冠军及2014东南亚足球锦标赛亚军。

## 荣誉

### 俱乐部
雪兰莪
- 马来西亚足球超级联赛2010年冠军
- 马来西亚慈善盾2010年冠军

柔佛DT
- 马来西亚足球超级联赛2014年、2015年、2016年、2017年、2018年冠军
- 马来西亚慈善盾2015年、2016年、2018年冠军
- 亞足联杯2015年冠军
- 马来西亚足总杯2016年冠军
- 马来西亚杯2017年冠军

### 国际
- 东南亚运动会2009年金牌
- 东南亚足球锦标赛2010年冠军、2014年亚军

### 个人
奖项
- 马来西亚足总-最佳中场：2011年、2012年、2015年、2016年
- 马来西亚足总年度最有价值球员：2015年
- 东南亚足球锦标赛最佳11人：2012年
- 马来西亚杯最有价值球员：2017年
- 亞足联杯最有价值球员：2015年

赛事
- 2014年东南亚足球锦标赛金靴奖

## 外部連結
- Johor Darul Ta'zim official profile
- 沙菲·拉謙在 National-Football-Teams.com 上的出场纪录
- Soccerway資料庫：Mohd Safiq Rahim
- 沙菲·拉謙 – FIFA國際賽競賽紀錄 (存檔)